# Anton Andrejewitsch Mirantschuk
Anton Andrejewitsch Mirantschuk (russisch Антон Андреевич Миранчук; FIFA-Schreibweise nach englischer Transkription Anton Andreyevich Miranchuk; * 17. Oktober 1995 in Slawjansk-na-Kubani, Region Krasnodar) ist ein russischer Fußballspieler auf der Position eines Mittelfeldspielers. Seit 2024 spielt er beim FC Sion. Sein Zwillingsbruder Alexei ist ebenfalls Fußballspieler.

## Karriere

### Verein
Nachdem er in seiner Jugend bei Spartak Moskau gespielt hatte, wechselte er 2011 zu Lokomotive Moskau. 2016 wurde er nach Estland an Levadia Tallinn verliehen. Am 2. April 2016 lief er das erste Mal in der Meistriliiga für Levadia Tallinn im Ligaspiel gegen Nõmme Kalju auf. In dieser Saison erzielte er 14 Tore und wurde der beste Torschütze im Team. Nach seiner Rückkehr spielte er bis Juli 2017 in der zweiten Mannschaft von Lokomotiv. Seitdem ist er ein Teil der ersten Mannschaft. Der erste Einsatz im Profifußball, war der 13. Oktober 2013. Hier wurde er im Pokalwettbewerb gegen Rotor Wolgograd in der 88. Spielminute für Victor Obinna eingewechselt. Das Ligadebüt folgte am 9. April 2017 in der Partie gegen den FK Rostow.
Im September 2024 wechselte er zum FC Sion in die Schweiz.

### Nationalmannschaft
Nachdem er sämtliche Altersklassen der Nationalmannschaften durchlaufen hatte, folgte am 7. Oktober 2017 im Testspiel gegen Südkorea das Länderspieldebüt in der A-Nationalmannschaft. Am 3. Juni 2018 wurde er ins endgültige Aufgebot für die Fußball-Weltmeisterschaft berufen.

## Erfolge
- Vizemeister der Meistriliiga 2016
- Russischer Meister: 2018